# قطعنامه ۵۷۵ شورای امنیت
قطعنامه ۵۷۵ شورای امنیت سازمان ملل متحد که در تاریخ ۱۷ اکتبر ۱۹۸۵ تصویب شد، سندی بین المللی دربارهٔ اسرائیل-لبنان است. این قطعنامه طی نشست ۲۶۲۳ ام با ۱۳ موافق، ۰ مخالف و ۲ ممتنع تصویب شد.